# Alphacoronavirus 1
Alphacoronavirus suis
forme
Alphacoronavirus suis, aussi appelé alphacoronavirus 1, est une espèce de coronavirus qui infecte les chats, les chiens et les porcs. Il comprend des espèces précédemment décrites comme le coronavirus félin, le coronavirus canin et le coronavirus de la gastro-entérite transmissible porcine. Il s'agit d'un virus à ARN monocaténaire enveloppé à polarité positive, capable de pénétrer dans sa cellule hôte en se liant au récepteur APN.
Il a été reconnu pour la première fois comme un virus causant une gastro-entérite transmissible chez les porcs en 1965. Il s'appelait à l'origine virus de la gastro-entérite transmissible porcine en 1976. Après la découverte ultérieure du coronavirus canin chez le chien et du coronavirus félin chez le chat, les trois virus ont été fusionnés en une seule espèce en 2009.

## Découverte
Au milieu des années 1940, une épidémie de maladie porcine a éclaté aux États-Unis, appelée gastro-entérite transmissible, et caractérisée principalement par des diarrhées et des vomissements. Il était soupçonné d'être une infection virale et était extrêmement mortelle chez les jeunes porcs. Leo P. Doyle et LM Hutchings ont rapporté les cas dans le Journal de l'American Veterinary Medical Association en 1946. Le virus a été identifié et isolé par AW McClurkin en 1965. Le Comité international pour la nomenclature des virus (ICNV, rebaptisé plus tard Comité international de taxonomie des virus, ICTV, en 1975) a utilisé le terme virus de la gastro-entérite transmissible du porc dans son premier rapport en 1971, mais l'a renommé Virus de la gastroentérite transmissible porcine (PTGV) dans son deuxième rapport en 1976.
Il y a eu un autre cas d'infection à coronavirus chez le chat en 1966. Le virus a provoqué une inflammation de l'abdomen (péritonite) et a été extrêmement mortel. Le virus a été identifié en 1968, et a été nommé virus de la péritonite infectieuse féline par ICTV en 1991. Il a de nouveau été renommé coronavirus félin en 1999. En 1974, une épidémie d'infection virale s'est déclarée chez les chiens militaires américains. Le virus a été identifié comme un coronavirus et le nom officiel de coronavirus canin a été adopté par l'ICTV en 1991. Comme la relation moléculaire et antigénique des trois virus a été établie plus tard à la fin des années 1980,, l'ICTV les a fusionnés en une seule espèce nommée Alphacoronavirus 1 en 2009.